# Adamsville (Ohio)
Adamsville es una villa ubicada en el condado de Muskingum en el estado estadounidense de Ohio. En el Censo de 2010 tenía una población de 114 habitantes y una densidad poblacional de 830,48 personas por km².

## Geografía
Adamsville se encuentra ubicada en las coordenadas 40°4′8″N 81°52′58″O / 40.06889, -81.88278. Según la Oficina del Censo de los Estados Unidos, Adamsville tiene una superficie total de 0.14 km², de la cual 0.14 km² corresponden a tierra firme y (0%) 0 km² es agua.

## Demografía
Según el censo de 2010, había 114 personas residiendo en Adamsville. La densidad de población era de 830,48 hab./km². De los 114 habitantes, Adamsville estaba compuesto por el 99.12% blancos, el 0% eran afroamericanos, el 0% eran amerindios, el 0% eran asiáticos, el 0% eran isleños del Pacífico, el 0% eran de otras razas y el 0.88% pertenecían a dos o más razas. Del total de la población el 0% eran hispanos o latinos de cualquier raza.